# Craig Weinrib

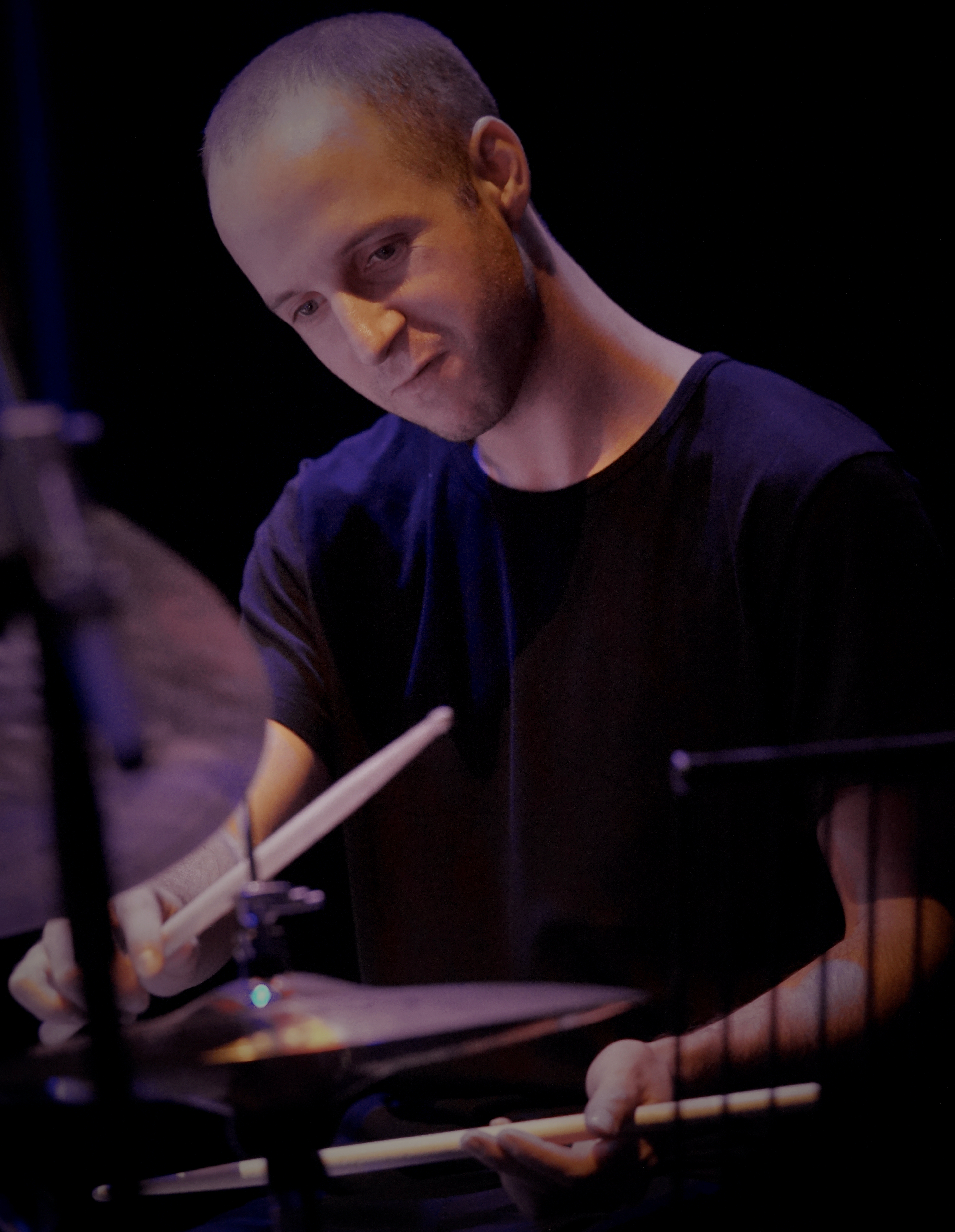
Craig Weinrib mit dem Ben van Gelder Quartet im Tivoli Vredenburg Utrecht 2018

Craig Weinrib (* um 1985 in New York City) ist ein US-amerikanischer Jazzmusiker (Schlagzeug, auch Perkussion).

## Leben und Wirken
Weinrib wuchs in New York auf; 2010 schloss er sein Studium der englischen Literatur an der Columbia University ab. Seitdem arbeitete er mit Musikern zusammen wie Ben van Gelder, Glenn Zaleski, Jonathan Finlayson und mit Henry Threadgill (auf dessen Alben Old Locks and Irregular Verbs, Dirt...and More Dirt, Double Up, Plays Double Up Plus und The Other One (2023) er zu hören ist). Des Weiteren spielte er in den Gruppen von Ravi Coltrane und David Virelles, Román Filiú, Maria Grand, Sam Harris, Dayna Stephens und Matt Brewer. Im Bereich des Jazz war er laut Tom Lord zwischen 2011 und 2020 an zwölf Aufnahmesessions beteiligt, zuletzt mit dem Bassisten Christopher Hoffman (Asp Nimbus). Weinrib wirkte auch an der Filmmusik von Jeff Baenas Horse Girl (2020) und Sam Gendels Soloalbum  Blueblue (2022) mit.